# ISO 26000
ISO 26000 är en vägledande ISO-standard inom socialt ansvarstagande (SR - Social Responsibility) och Företags samhällsansvar (CSR - Corporate Social Responsibility).[källa behövs] Standarden kan användas av olika typer av företag och organisationer.[källa behövs] SS-ISO 26000, Vägledning för socialt ansvarstagande, publicerades i november 2010 med svensk översättning. Standarden innehåller riktlinjer för hur arbetet med socialt ansvarstagande ska bedrivas. 

## Bakgrund
Det var efter förslag från ISO:s konsumentorganisation, under en internationell ISO-konferens i Stockholm, som ISO:s medlemmar röstade positivt till framtagandet av en internationellt vägledande standard för socialt ansvarstagande. ISO valde SIS, Swedish Standards Institute, för att i samarbete med ABNT, Brazilian Association of Technical Standards, ta fram den nya standarden. Den första versionen av ISO 26000 lanserades i november 2010.

## Sammanfattning
ISO 26000 har utvecklats i ett unikt projekt där experter plockats från en rad intressegrupper. Representanter från näringsliv, konsumentföreningar, ideella organisationer och myndigheter har alla gett förslag utifrån olika perspektiv.
ISO 26000 är inte en kravstandard, utan en vägledande standard med rekommendationer, och är därmed inte möjlig att certifiera sig mot. ISO 26000 är användbar både för organisationer som inte använder ledningssystem, samt de som redan gör det, utan att i sig själv faktiskt vara ett ledningssystem.
Standarden innehåller sju grundprinciper som ska genomsyra det sociala ansvarsarbetet, och de kan ses som obligatoriska att behandla för de organisationer som ska tillämpa innehållet i ISO 26000.  
Grundprinciper för socialt ansvarstagande:
- Ansvarsskyldighet
- Transparens
- Etiskt uppträdande
- Respekt för intressenterna
- Respekt för lagen
- Efterlevnad av internationella uppförandenormer
- Respekt för mänskliga rättigheter.[3]

ISO 26000 innehåller även sju konkreta sakfrågor där varje företag eller organisation kan välja vilken eller vilka frågor de vill fokusera på.
Sakfrågor för socialt ansvarstagande:
- Organisationsstyrning
- Mänskliga rättigheter
- Arbetsvillkor
- Miljö
- Ansvarsfulla affärsmetoder
- Konsumentfrågor
- Lokal samhällsutveckling[4]

## Syfte
Enligt arbetsgruppens utkast så är syftet med ISO 26000 följande:
- att bistå organisationer i arbetet med socialt ansvarstagande – och samtidigt respektera kulturella, sociala, miljömässiga och rättsliga skillnader länder emellan, samt skillnader i ekonomisk utveckling
- att ge praktisk vägledning i samband med det operativa arbetet inom socialt ansvarstagande, identifiera och engagera intressenter, förbättra trovärdigheten i mätningar och rapporteringar inom socialt ansvarstagande, samt övrig SR-kommunikation
- att påvisa prestanda inom socialt ansvarstagande
- att öka förtroendet och uppskattningen för organisationer bland kunder och andra intressenter
- att vara förenligt med redan befintliga dokument inom (C)SR, internationella överenskommelser och konventioner samt redan befintliga ISO-standarder (till exempel ISO 9000 och ISO 14000 serien)
- inte avsett att ersätta myndigheternas arbete med att hantera socialt ansvarstagande för organisationer
- att främja gemensam terminologi på SR-området
- att bredda kunskapen om socialt ansvarstagande.[1]